# Estación Charadai
Charadai es una estación de ferrocarril ubicada la localidad homónima en el departamento Tapenagá, provincia del Chaco, Argentina.

## Servicios
Es una estación intermedia del servicio interprovincial que presta la empresa estatal Trenes Argentinos Operaciones entre las estaciones Los Amores y Cacuí, Provincia del Chaco.
Presta un servicio ida y vuelta cada día hábil entre cabeceras.
Las vías por donde corre el servicio, corresponden al Ramal F del Ferrocarril General Belgrano, las mismas son propiedad del estado de la Provincia del Chaco.
Desde esta estación se abría el Ramal F16 hacia las localidades de Villa Ángela y Santa Sylvina. El mismo se encuentra abandonado y levantado. En esos ramales forestales, además de las estaciones, hubo una gran cantidad de desvíos de todo tipo, donde se cargaban rollizos y donde los pasajeros tenían parada facultativa. La mayoría de estas estaciones no tenían muchas instalaciones, más que improvisado andén de tierra y, a veces, una casilla de chapas. Así, el tendido de ramales fue siguiendo el desarrollo de la actividad forestal, como el caso de los ramales que parten de la estación Charadai con rumbo al oeste y noroeste.